# Krzywda (gmina)
Krzywda – gmina wiejska w województwie lubelskim, w powiecie łukowskim. W latach 1975–1998 gmina położona była w województwie siedleckim.
Siedziba gminy to Krzywda.
Według danych z 1 stycznia 2016 gminę zamieszkiwało 10 710 osób.
Gmina stanowi 11,55% powierzchni powiatu.
Gmina Krzywda położona jest w północno-zachodniej części województwa lubelskiego, jest jedną z jedenastu gmin powiatu łukowskiego.

## Ukształtowanie powierzchni
Według podziału fizycznogeograficzego Polski gmina położona jest w dwóch mezoregionach Niziny Południowopodlaskiej. Część środkowa i południowo-zachodnia leży na Wysoczyźnie Żelechowskiej, natomiast część północno-wschodnia z doliną Małej Bystrzycy znajduje się na Równinie Łukowskiej. Rzeźba terenu gminy jest słabo urozmaicona, o wysokościach bezwzględnych wahających się od około 180 do 160 m n.p.m. 

## Użytkowanie ziemi

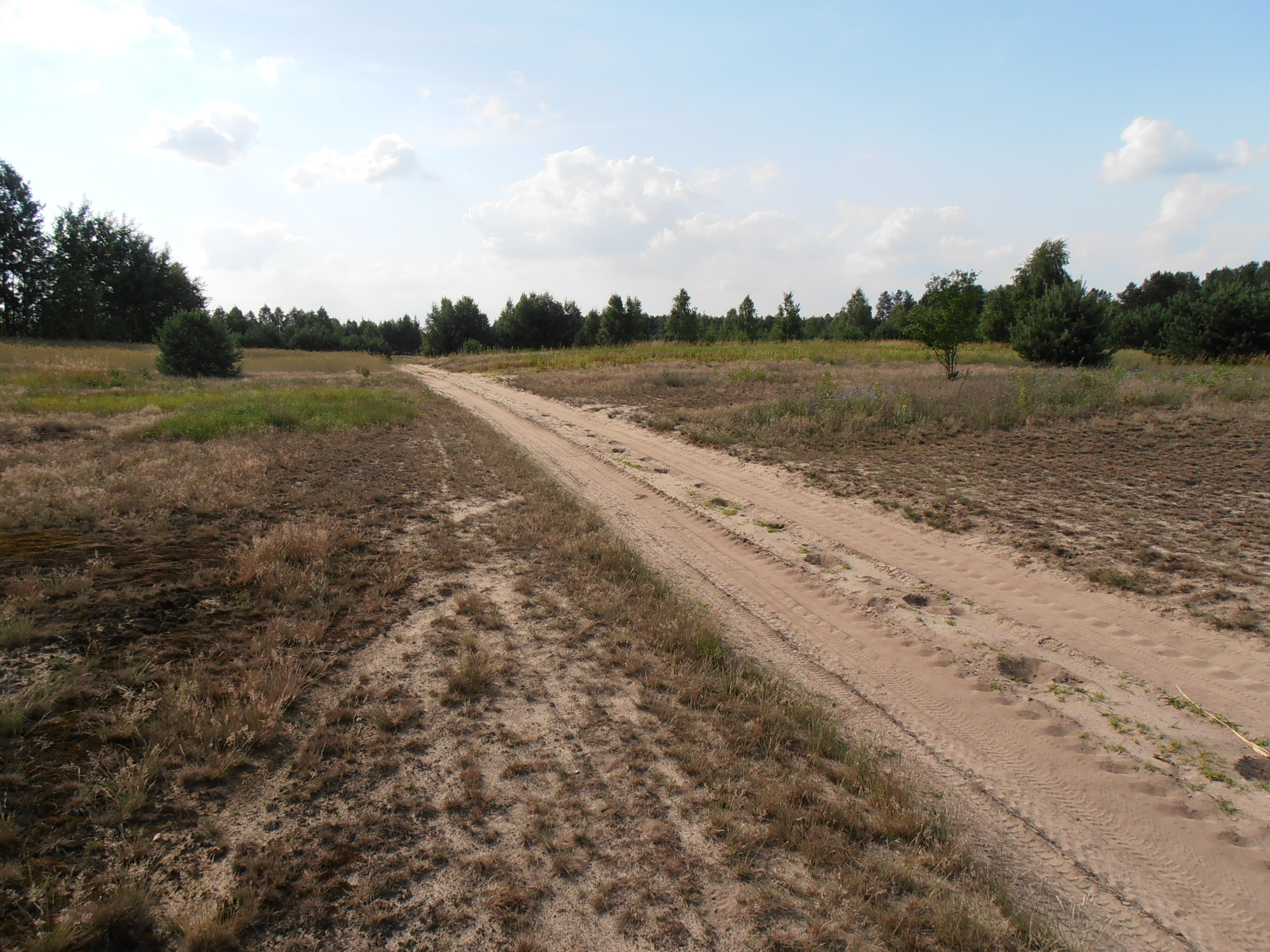
Polna droga w okolicach Drożdżaka

Według danych z roku 2015 gmina Krzywda ma obszar 161 km², w tym:
- użytki rolne: 72%
- użytki leśne: 21%

## Demografia
Dane z 2014 r.:
| Opis                              | Ogółem | Ogółem | Kobiety | Kobiety | Mężczyźni | Mężczyźni |
| --------------------------------- | ------ | ------ | ------- | ------- | --------- | --------- |
| jednostka                         | osób   | %      | osób    | %       | osób      | %         |
| populacja                         | 10 710 | 100    | 5309    | 49,6    | 5401      | 50,4      |
| gęstość zaludnienia (mieszk./km²) | 67     | 67     | 33,2    | 33,2    | 33,8      | 33,8      |

- Piramida wieku mieszkańców gminy Krzywda w 2014 roku[1]

## Historia

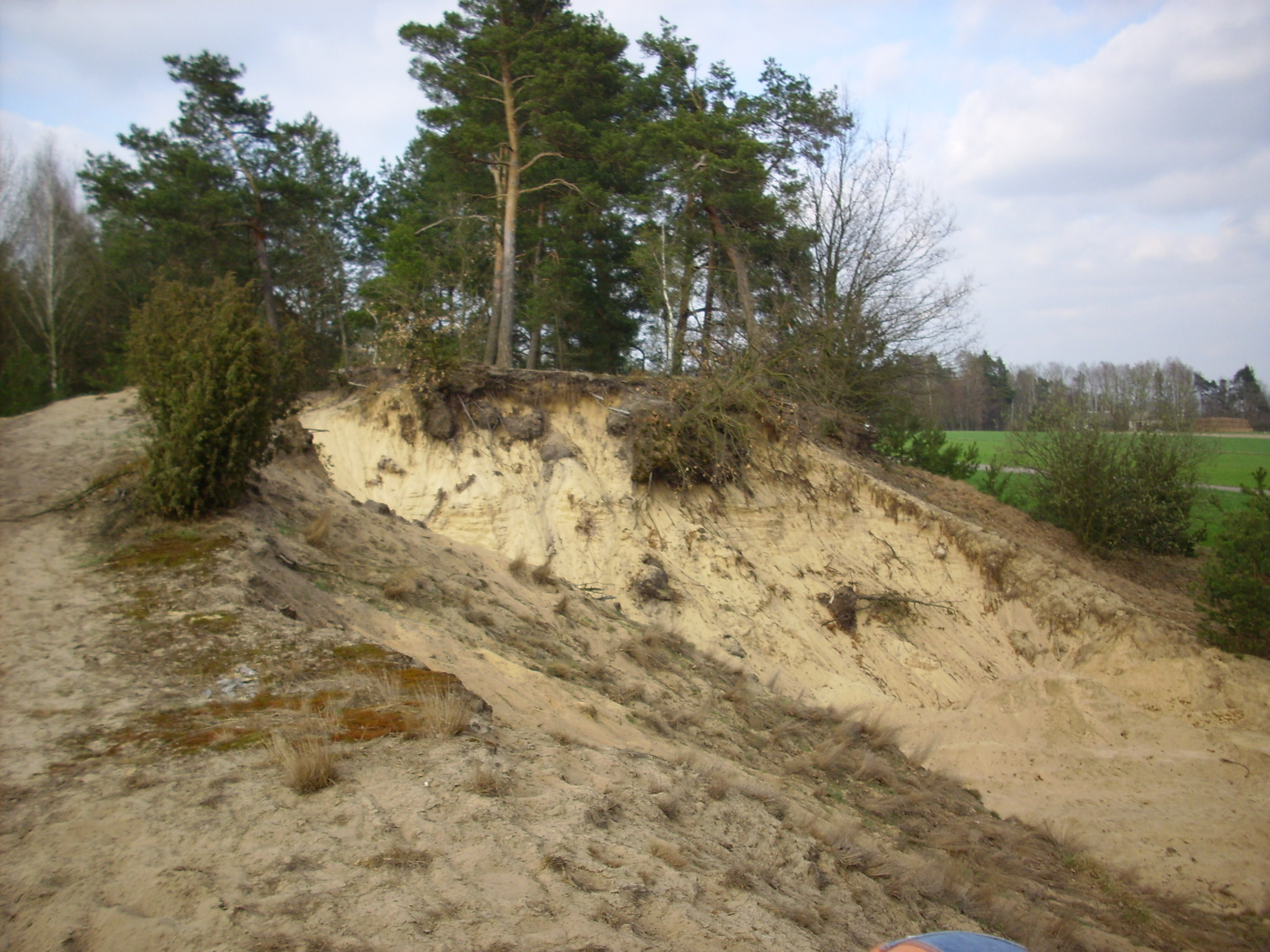
Piaszczyste pagórki w okolicach wsi Stary Patok i Wielgolas

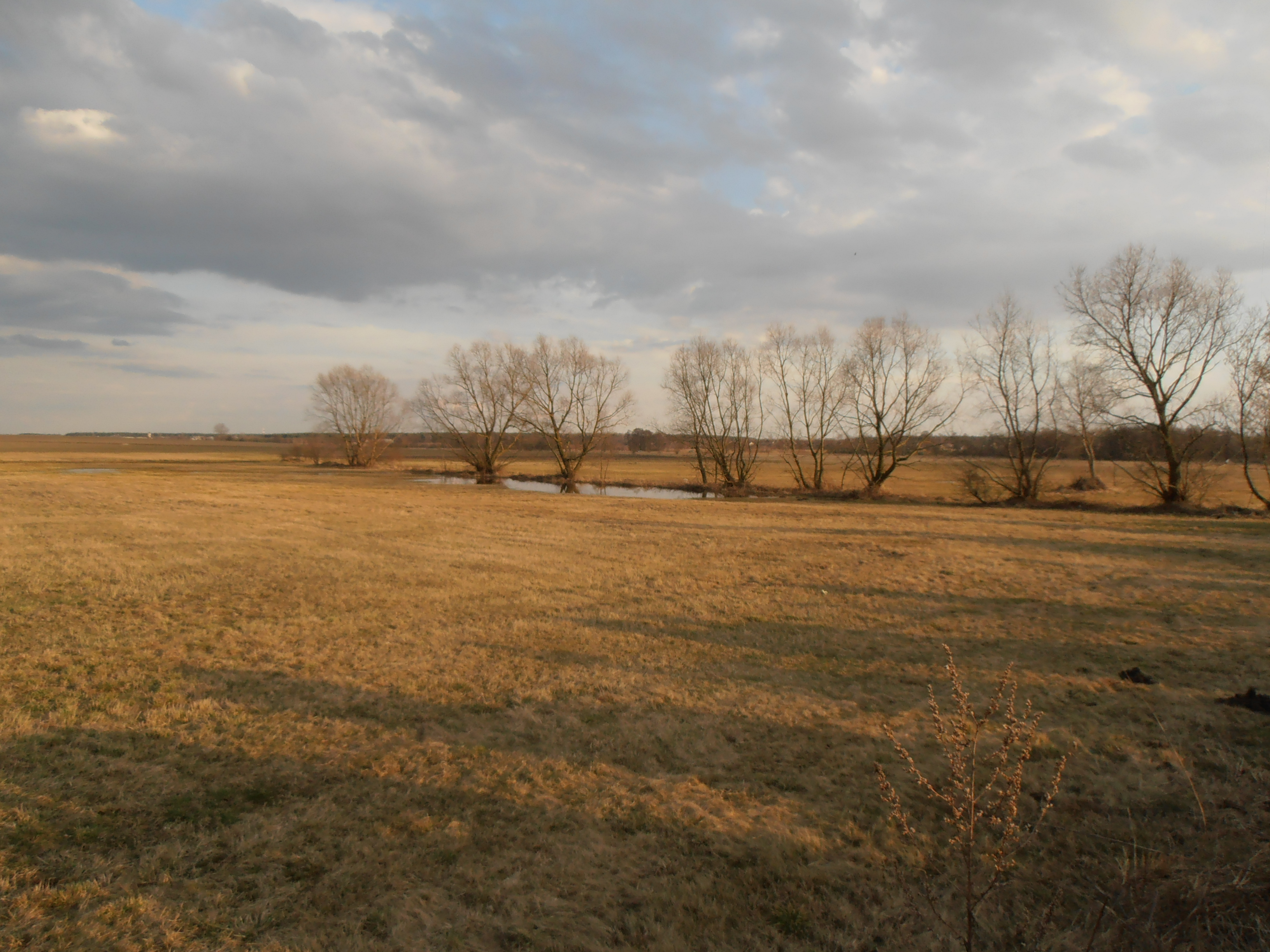
Łąki w okolicach Radoryża Kościelnego

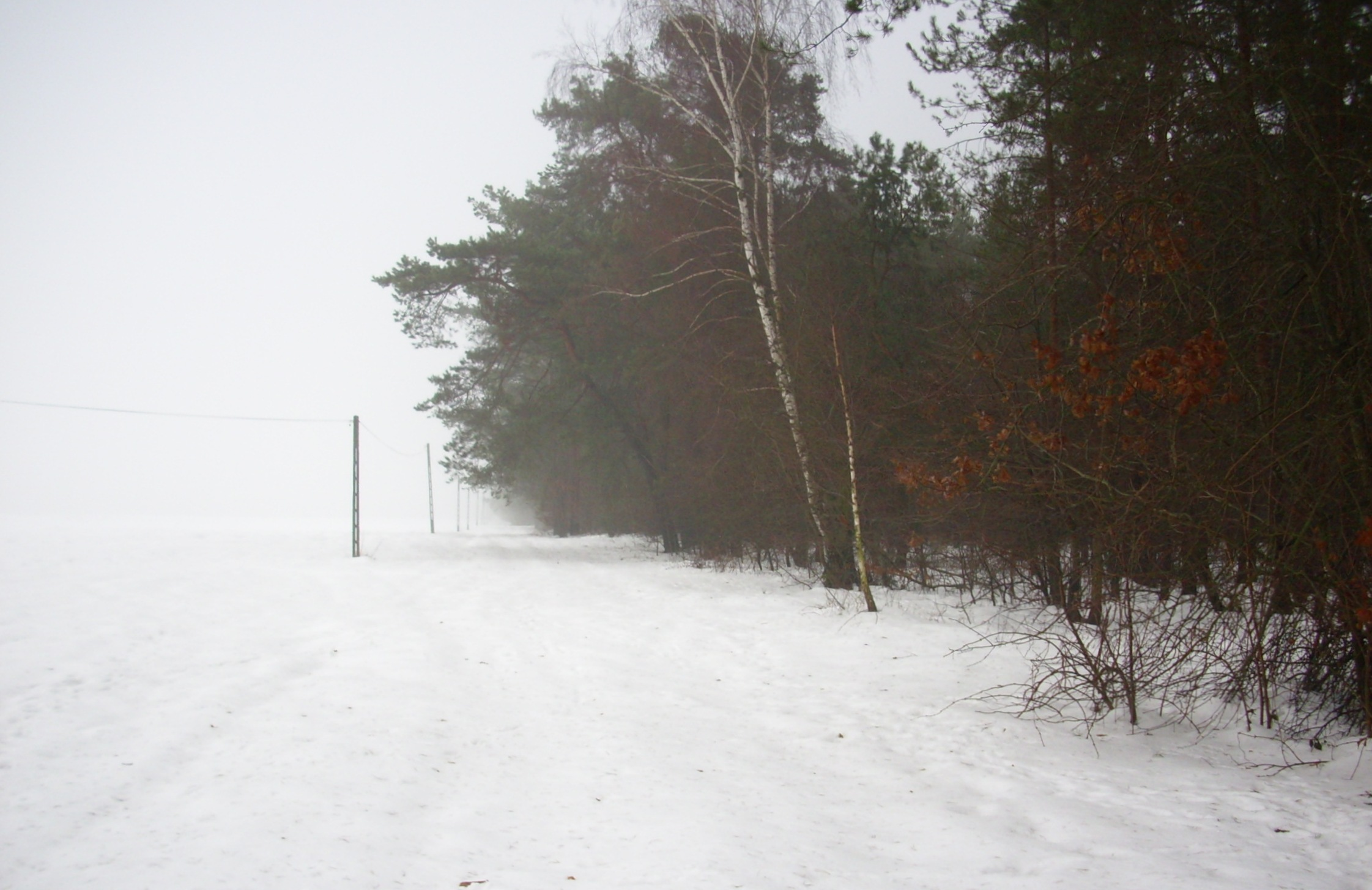
Nowy Patok – las zimą

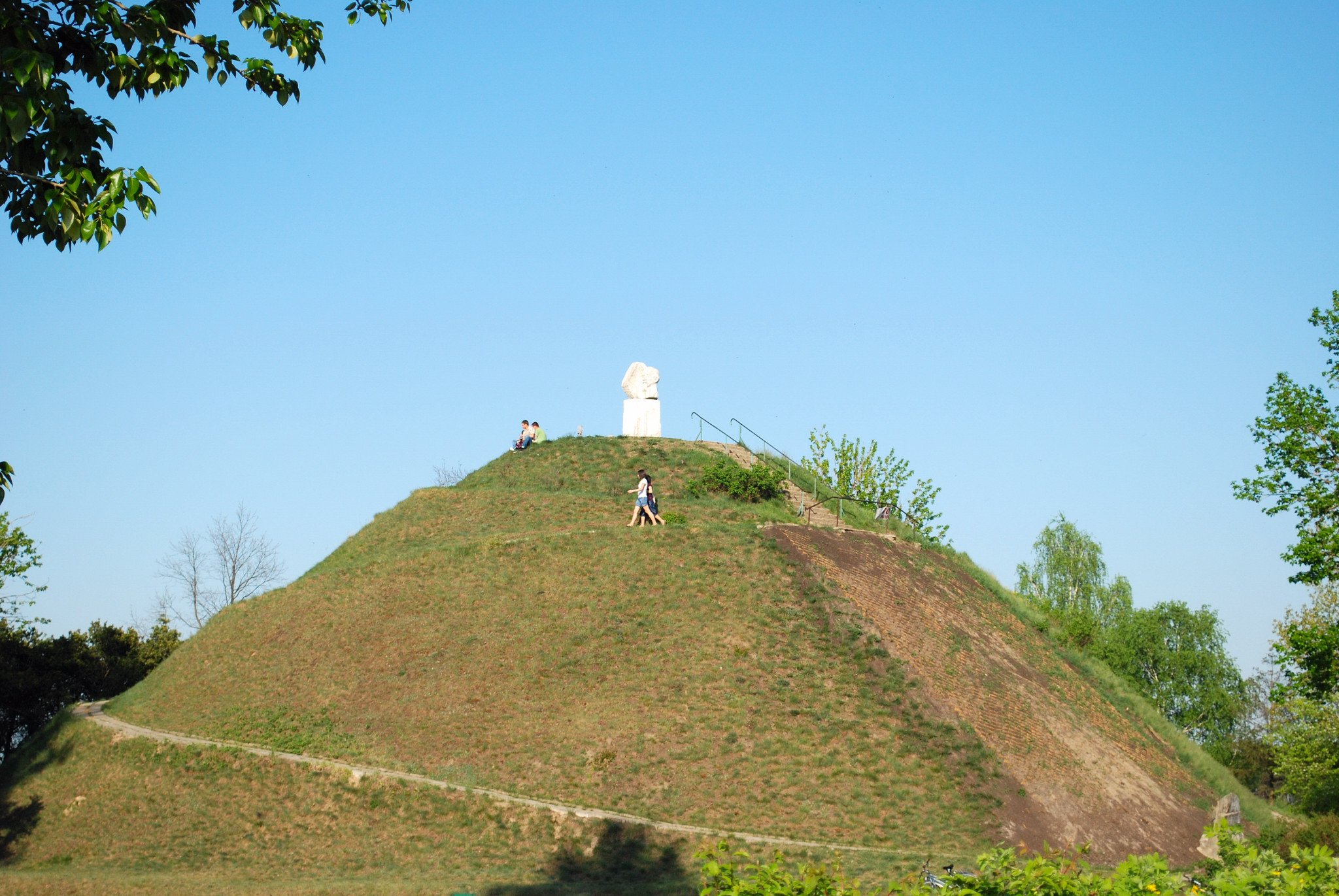
Kopiec Sienkiewicza w Okrzei

Wojewoda Sandomierski miał trzech synów między których rozdzielił swój majątek. Najmłodszy, Przemko, otrzymał Wysoczyznę Żelechowską. Z otrzymanych ziem nie był zadowolony. W czasie podróży do swego majątku jedno z ramion herbowego krzyża ułamało się. Potraktował to jako zły omen na przyszłość. Uważał, że został pokrzywdzony przez ojca w czasie podziału dóbr. Prawdopodobnie swej siedzibie nadał nazwę „Krzywda”.
Po raz pierwszy nazwa miejscowości Krzywda pojawiła się w dokumencie z roku 1598. Pierwszym właścicielem Krzywdy i ziem okolicznych był ziemianin Jan Czyszkowski. Z zachowanych dokumentów źródłowych z roku 1730 wynika, że następnym właścicielem dóbr Krzywda był Aleksander Gostkowski. Kolejnymi znanymi właścicielami byli Ludwik i Józefina z Olszewskich Sławińscy. W roku 1846 Sławińscy sprzedali Stanisławowi Holnickiemu-Szulcowi dobra Krzywdy z przyległościami. Po śmierci Stanisława w roku 1871, majątek przeszedł w ręce syna Władysława Konrada Holnickiego-Szulca. Kolejnym właścicielem Krzywdy po śmierci Władysława Konrada w 1914 roku został jego syn Władysław Mieczysław. Należy wspomnieć, że Władysław Mieczysław Holnicki-Szulc miał dwie żony. Pierwsza – Janina Leokadia z Kownackich – była siostrą Marii Kownackiej, słynnej pisarki utworów dla dzieci, której imieniem została nazwana Szkoła Podstawowa w Krzywdzie wchodząca obecnie w Zespół Szkół w Krzywdzie. Drugą jego żoną była Natalia Kusaj. Przed wybuchem drugiej wojny światowej Holnicki część majątku wyprzedał i wraz z rodziną przeniósł się do Warszawy.
Interesującym wydarzeniem w dziejach Krzywdy był fakt, że w czasie kampanii wrześniowej przed ostatnią bitwą pod Wolą Gułowską właśnie w Krzywdzie mieścił się sztab Samodzielnej Grupy Operacyjnej „Polesie” dowodzonej przez gen. Franciszka Kleeberga, który kwaterował w dworze Holnickich. Tereny Krzywdy znane są też z działalności partyzantki radzieckiej i polskiej, którą dowodził Serafin Pawłowicz Aleksejew ps. Serafin. Działał tu również oddział GL Władysława Sienkiewicza ps. Wilk. W listopadzie 1943 r. Oddział AK Wacława Rejmaka ps. Ostoja wykoleił pod Krzywdą i ostrzelał pociąg wiozący żołnierzy hitlerowskich z frontu wschodniego na urlopy. Oddział ten wielokrotnie paraliżował ruch kolejowy na linii Łuków – Dęblin.
Po zakończeniu wojny dekretem nowo utworzonego rządu dwór wraz z majątkiem został przejęty przez skarb państwa. Od 1945 r. dwór dość często zmieniał swych użytkowników. Obecnie mieści się tutaj Urząd Gminy Krzywda.

## Szkoły
W gminie, w roku szkolnym 2024/2025 funkcjonuje 7 szkół podstawowych i 1 szkoła ponadpodstawowa:
- Szkoła Podstawowa im. Bolesława Prusa w Radoryżu Kościelnym
- Zespół Szkół im. Kornela Makuszyńskiego w Fiukówce
- Zespół Szkół im. kard. Stefana Wyszyńskiego w Radoryżu Smolanym
- Zespół Szkół im. Henryka Sienkiewicza w Woli Okrzejskiej
- Szkoła Podstawowa w Anielinie (zlikwidowana w 2013)[7]
- Zespół Szkół w Hucie-Dąbrowie
- Zespół Szkół im. Marii Kownackiej w Krzywdzie
- Zespół Szkół im. Henryka Sienkiewicza w Okrzei
- Zespół Szkół (LO) im. Władysława Tatarkiewicza w Radoryżu Smolanym

## Parafie
- Parafia Podwyższenia Krzyża Świętego w Hucie-Dąbrowie
- Parafia Świętych Apostołów Piotra i Pawła w Okrzei
- Parafia Matki Boskiej Częstochowskiej w Radoryżu Kościelnym
- Parafia Jezusa Chrystusa Ukrzyżowanego w Szczałbie

## Gmina w liczbach
Dane z 2014 roku:
- W gminie przypada 98 kobiet na 100 mężczyzn
- Dochody na 1 mieszkańca wynoszą 3037 zł
- Wydatki na 1 mieszkańca wynoszą 3080 zł
- Lesistość wynosi 22,9%
- 98,9% ludności korzysta w instalacji wodociągowej (wzrost o 14 pkt % z rokiem 2012)
- 27,9% ludności korzysta z instalacji kanalizacyjnej (wzrost o 6,9 pkt % z rokiem 2012)
- 20,2% ludności korzysta z instalacji gazowej (wzrost o 1,2 pkt % z rokiem 2012)

### Dane demograficzne
- Urodzenia żywe: 121
- Zgony: 99
- Przyrost naturalny: 22
- Saldo migracji: -56

### Edukacja
W gminie jest:
- Liczba żłobków: 1
- 5 przedszkoli i 150 miejsc
- 6 szkół podstawowych i 800 uczniów tych szkół
- 3 szkoły gimnazjalne i 420 uczniów tych szkół

Ludność gminy według edukacyjnych grup wieku w 2014 r.:
- 0–2 lata – 373
- 3–6 lat – 614
- 7–12 lat – 774
- 13–15 lat – 415

Subwencja oświatowa w gminie w 2014 roku wynosiła 10907,4 tys. zł
Ponadto w gminie znajdują się:
- 3 biblioteki z 1681 czytelnikami

### Inne dane
- Liczba przychodni w gminie: 3, w tym 3570 osób na 1 przychodnię
- W gminie 2085 osób korzysta z oczyszczalni ścieków
- Długość ścieżek rowerowych to 1,3 km
- Liczba mieszkań to 2929
- Przeciętna powierzchnia użytkowa 1 mieszkania: 85 m kw.

## Sołectwa
Budki, Cisownik, Drożdżak, Feliksin, Fiukówka, Gołe Łazy, Huta-Dąbrowa, Huta Radoryska, Kasyldów, Kożuchówka, Krzywda, Laski, Nowy Patok, Okrzeja I , Okrzeja II, Podosie, Radoryż Kościelny, Radoryż Smolany, Ruda, Stary Patok, Szczałb, Teodorów, Wielgolas, Wola Okrzejska, Zimna Woda
Miejscowości podstawowe bez statusu sołectwa to Orle Gniazdo i Rozłąki. 

## Sąsiednie gminy
Adamów, Kłoczew, Nowodwór, Stanin, Wojcieszków, Wola Mysłowska